# Andreas Feininger
Andreas Bernhard Lyonel Feininger (* 27. Dezember 1906 in Paris; † 18. Februar 1999 in New York) war ein amerikanisch-deutscher Fotograf, Lehrer der Fotografie und Architekt im 20. Jahrhundert. Er ist Sohn der Künstlerin  Julia Berg und des Malers Lyonel Feininger.

## Leben
Andreas Feininger wurde als amerikanischer Staatsbürger 1906 in Paris geboren, verbrachte seine Jugend in Berlin und ab 1919 in Weimar und Dessau, wo sein Vater Lyonel Feininger an der Bauhaus-Hochschule unterrichtete. Seine Mutter war die aus einer jüdischen Familie stammende Künstlerin Julia Berg, geborene Lilienfeld (1880–1970). Seine Brüder sind Laurence und Theodor Lukas, seine Halbschwestern Leonore und Marianne (1902–1999). Andreas Feininger absolvierte am Bauhaus eine Ausbildung zum Kunsttischler und studierte anschließend an der Bauschule in Zerbst Architektur.
Er stellte bereits 1929 seine Fotografien in der legendären Ausstellung Film und Foto (FiFo) in Stuttgart aus. Als fertiger Architekt arbeitete er von 1929 bis 1931 in Hamburg, als Zeichner im Architekturbüro der Kaufhaus-Kette Karstadt.
Feininger verlor 1932 seine Arbeitserlaubnis und ging nach Paris. Ein knappes Jahr arbeitete er bei dem bekannten Architekten Le Corbusier. Da er auch in Frankreich in diesen Jahren keine Arbeitserlaubnis erhielt, emigrierte er 1933 mit seiner schwedischen Freundin Wysse Hägg, die er am Bauhaus kennenlernte, nach Stockholm, wo beide heirateten und 1935 auch ihr Sohn Tomas geboren wurde.
In Stockholm wollte Andreas Feininger eigentlich als Architekt arbeiten, er etablierte sich allerdings sehr schnell als gefragter Architekturfotograf und mittlerweile auch als fototechnischer Experte im Labor. Er baute sich eigene Kameras mit Teleoptik und ein Vergrößerungsgerät mit innovativer Mechanik, das später die Firma Liesegang industriell produzierte. Mit Ausbruch des Zweiten Weltkrieges emigrierte er 1939 mit seiner Familie nach Amerika nach New York, wo er auch seine Eltern wiedertraf.
Andreas Feininger verdiente sich anfangs seinen Lebensunterhalt als freier Bildreporter und Fotograf. Von 1943 bis 1962 war er festangestellter Redaktionsfotograf beim LIFE-Magazin und später wieder freier Fotograf und vielgelesener Buchautor. Im Jahr 1955 wurde er auch eingeladen, an der epochalen Ausstellung The Family of Man im Museum of Modern Art in New York teilzunehmen.
Mit seiner Fotografie erlangte er internationale Anerkennung. Andreas Feininger starb am 18. Februar 1999 im Alter von 92 Jahren in New York. Seine Bilder sind Klassiker in der Geschichte der Fotografie.

## Werk

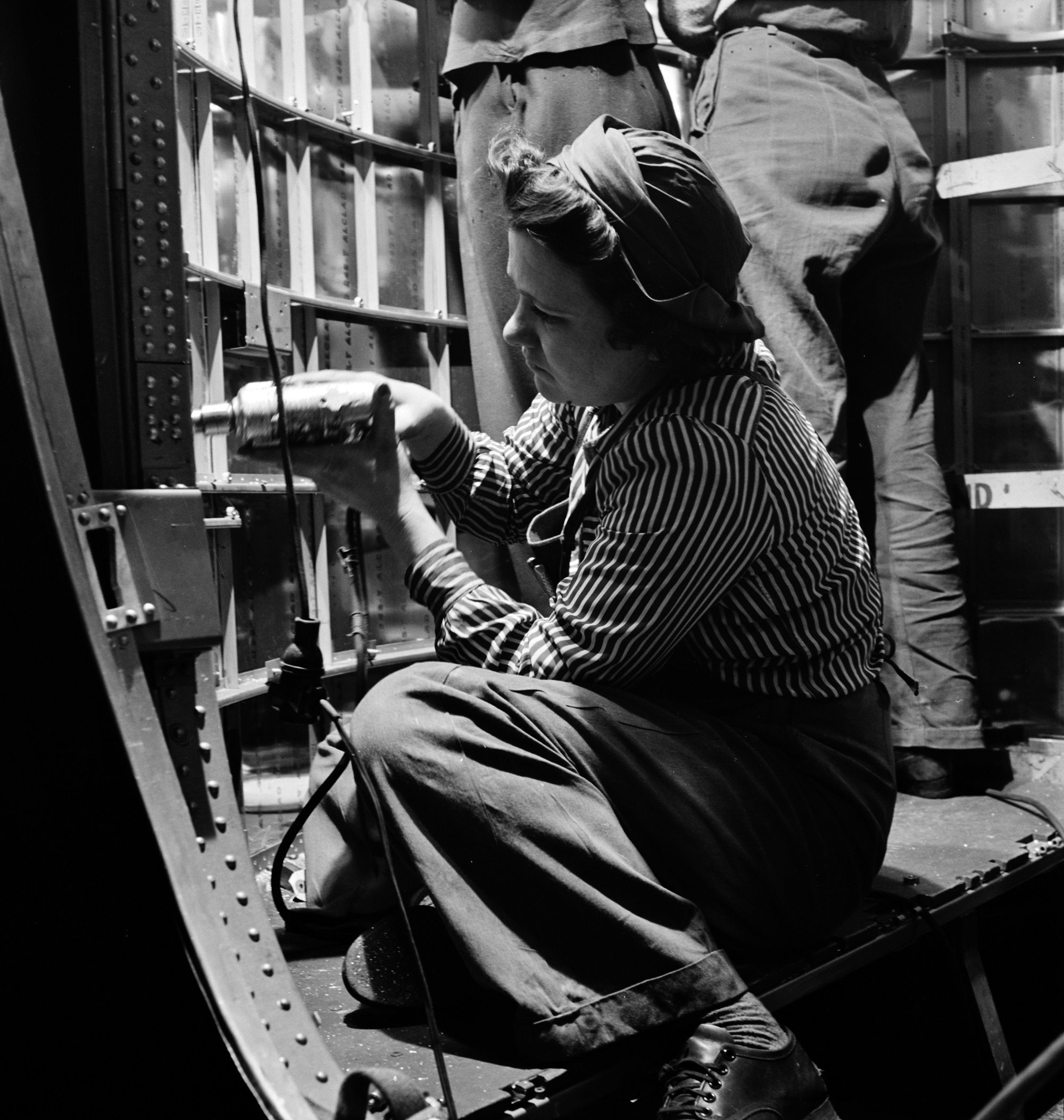
Foto: Andreas Feininger, 1942

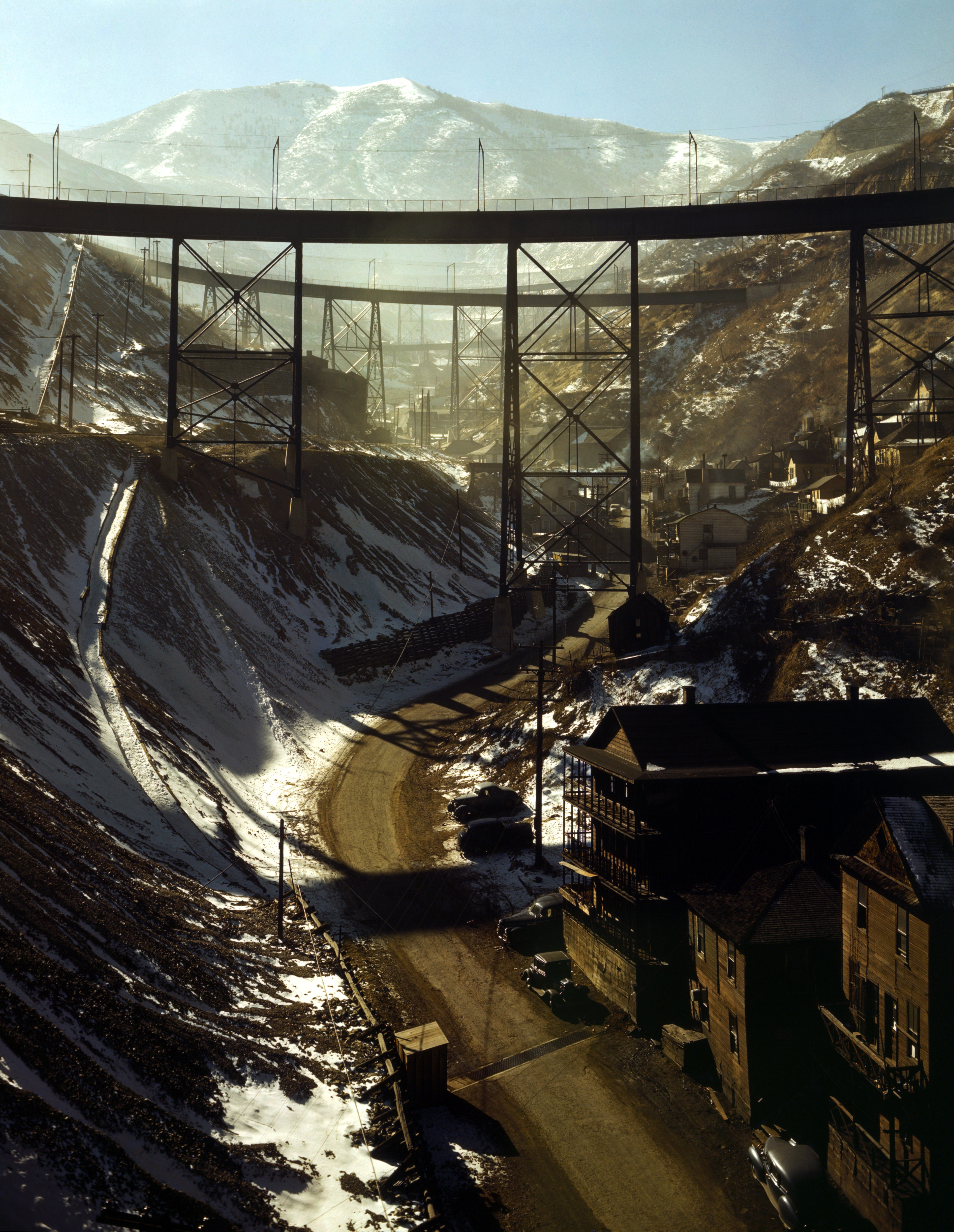
Aufnahme Feiningers des Carr Fork Canyon für US-Behörden, 1942

Feiningers bekannteste Fotos entstanden unter Verwendung von Fachkameras mit Teleobjektiven mit sehr langer Brennweite, die Feininger teilweise selbst baute. Auf diese Weise konnte er großen Abstand von seinen Motiven halten und die tatsächlichen Größenverhältnisse darstellen. Das gelang ihm auf beeindruckende Weise, und viele seiner Fotos, vor allem von seiner neuen Heimatstadt New York City, wurden weltberühmt. Einen weiteren Schwerpunkt bildeten seine durchkomponierten Makroaufnahmen von Naturdetails. Wichtigste Voraussetzung für gute Fotos war für ihn das wahrhaftige Interesse des Fotografen an seinem Motiv.
Der Autodidakt Feininger legte später eine Reihe von Lehrbüchern zur fotografischen Komposition und zur Fototechnik vor, die zu Standardwerken wurden. Er veröffentlichte über 50 Lehrbücher und Bildbände, die teilweise auch in mehrere Sprachen übersetzt wurden. Seine Lehrbücher sind Standardwerke an Fotografischen Hochschulen.

## Zitat
„Die Tatsache, dass eine (im konventionellen Sinn) technisch fehlerhafte Fotografie gefühlsmäßig wirksamer sein kann als ein technisch fehlerloses Bild, wird auf jene schockierend wirken, die naiv genug sind, zu glauben, dass technische Perfektion den wahren Wert eines Fotos ausmacht.“

## Schriften
- New York in the Forties. Neuauflage: Weingarten 2001, ISBN 3-8170-2532-7.
- Das ist Fotografie. Verlag Photographie, Gilching 1995, ISBN 3-933131-12-X.
- Feininger’s Hamburg. Die Hansestadt zu Beginn der 30er Jahre. Econ, Düsseldorf/Wien 1980, ISBN 3-430-12685-1.
- Feininger’s Chicago, 1941. Dover Publications, New York 1980.
- Trees. Viking Press, New York 1968.
- Die Welt neu gesehen. ECON, Düsseldorf und Wien 1963.

Sachbücher
- Andreas Feiningers Große Fotolehre. Neuauflage: Heyne Verlag, München 2001, ISBN 3-453-17975-7.
- Licht und Beleuchtung in der Fotografie. Econ, Düsseldorf 1980, ISBN 3-430-12684-3.
- Richtig sehen – besser fotografieren. Econ, Düsseldorf 1977.
- Feiningers Kompositionskurs der Fotografie. Econ, Wien 1974, ISBN 3-430-12705-X.
- Feiningers Farbfotokurs. Econ, Düsseldorf/Wien 1972. Neuauflage: Heyne, München 1981, ISBN 3-453-41245-1.
- Farb-Fotolehre. Econ, Düsseldorf/Wien 1969.
- Die neue Foto-Lehre. Econ, Düsseldorf/Wien 1965.
- Die hohe Schule der Fotografie. Econ/Heyne, München 1961, ISBN 3-453-41219-2.
- Das Buch der Farbfotografie. Econ Düsseldorf/Wien 1959.
- Der Schlüssel zur Fotografie von heute. Econ Düsseldorf/Wien 1958.
- Das Buch der Fotografie. Econ Düsseldorf/Wien. 1959.
- Fotografische Gestaltung. Heering, Harzburg, 1937.
- Motive Im Gegenlicht. Heering, Harzburg, 1936.